# Aurora (papallona)
L'aurora (Anthocharis cardamines) és una espècie de lepidòpter papilionoïdeu de la família dels pièrids (Pieridae) present als Països Catalans.

## Distribució
Es distribueix des d'Europa i l'Orient Mitjà fins al Japó, a través de l'Àsia temperada.

## Morfologia
Presenta dimorfisme sexual accentuat, ja que els mascles tenen una taca taronja a les ales anteriors, que falta a les femelles.

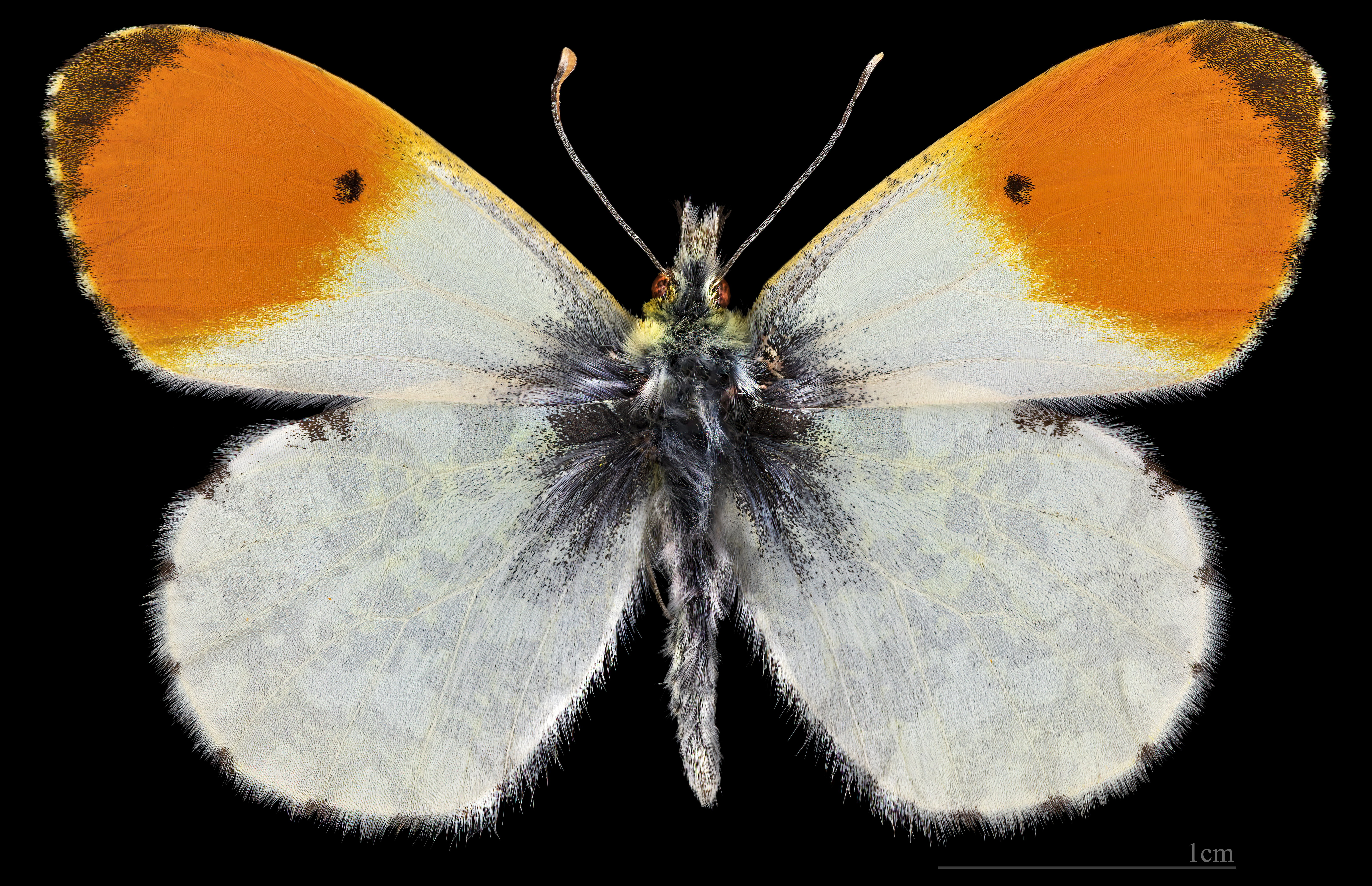
Anthocharis cardamines ♂
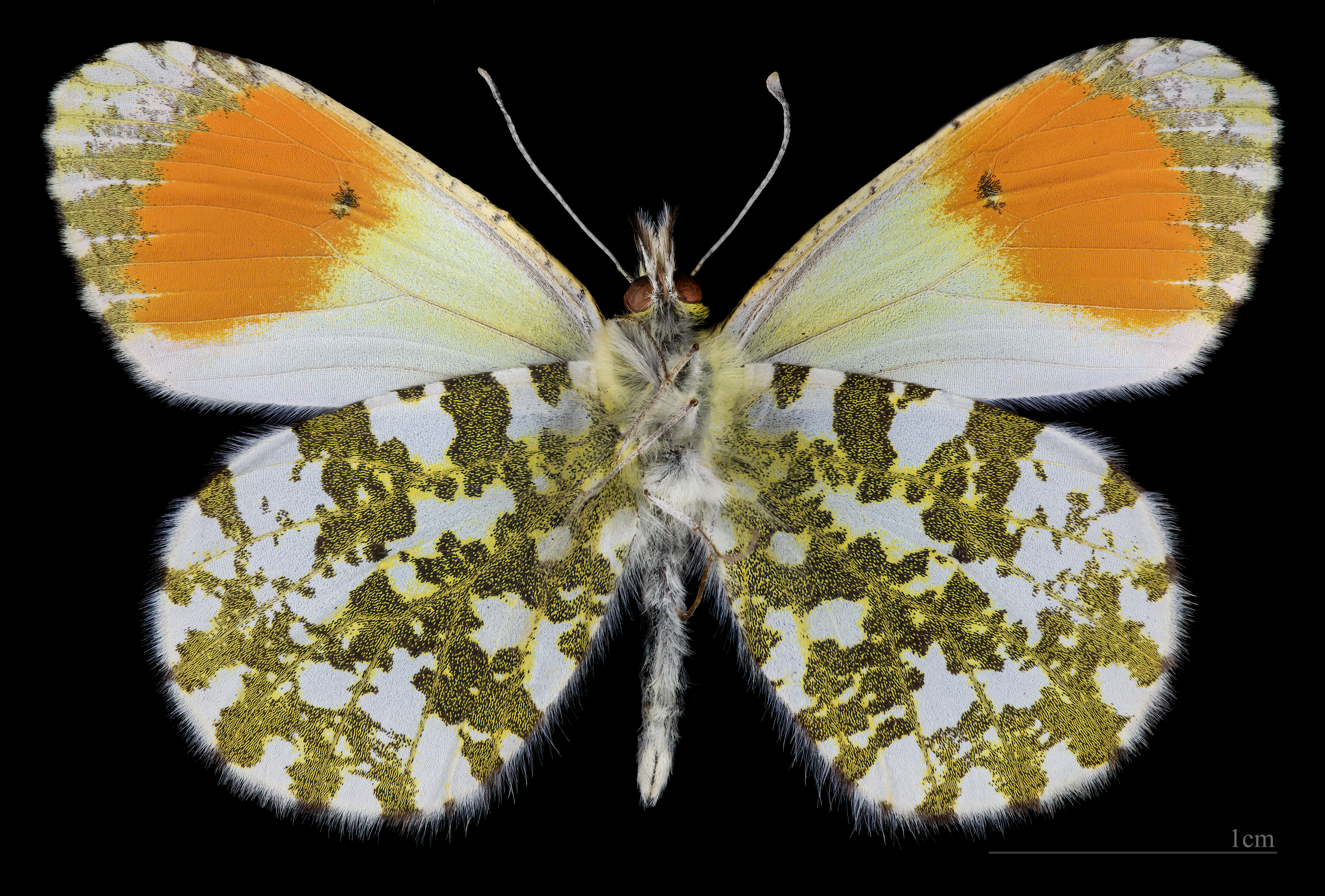
Anthocharis cardamines ♂ △
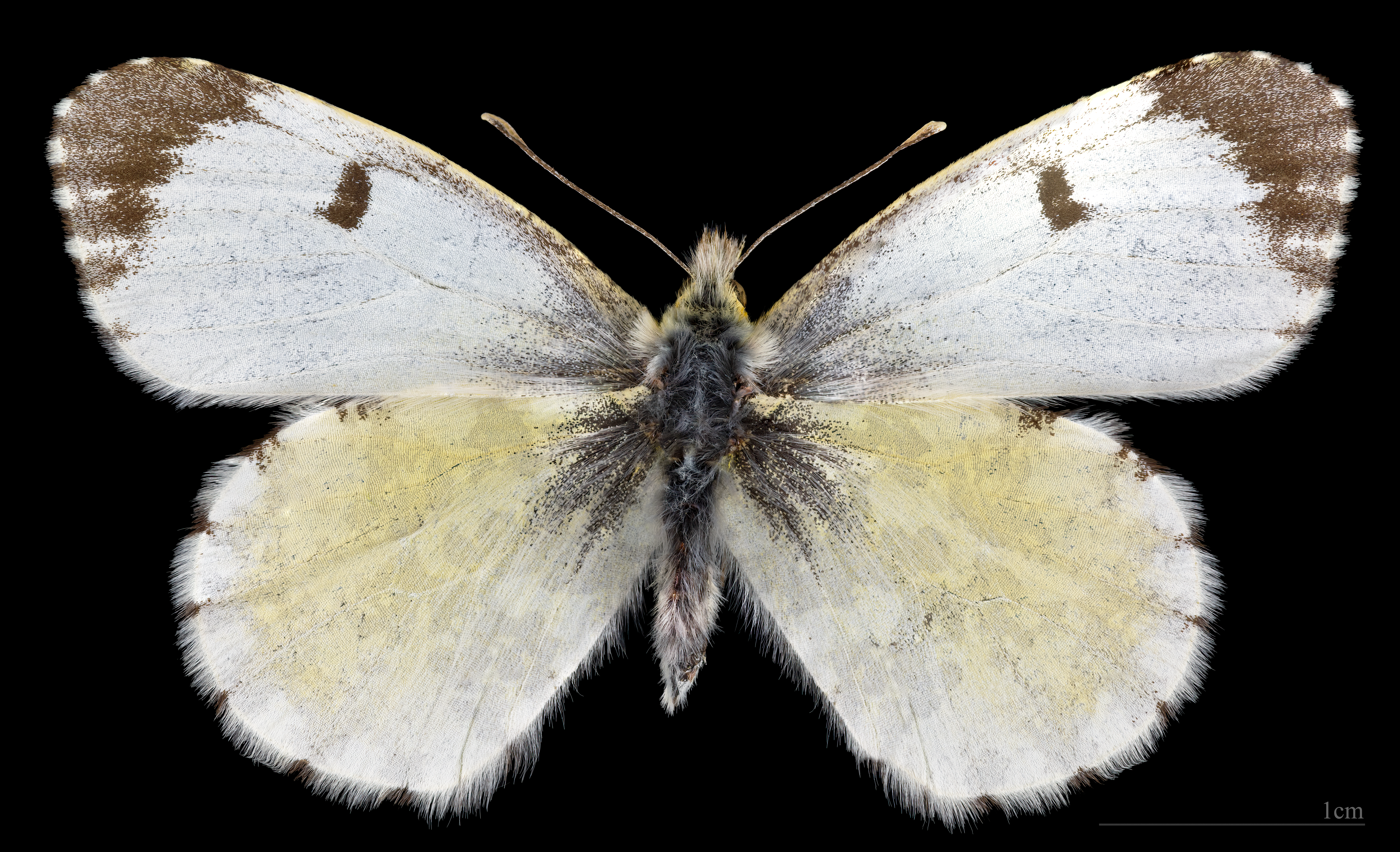
Anthocharis cardamines ♀
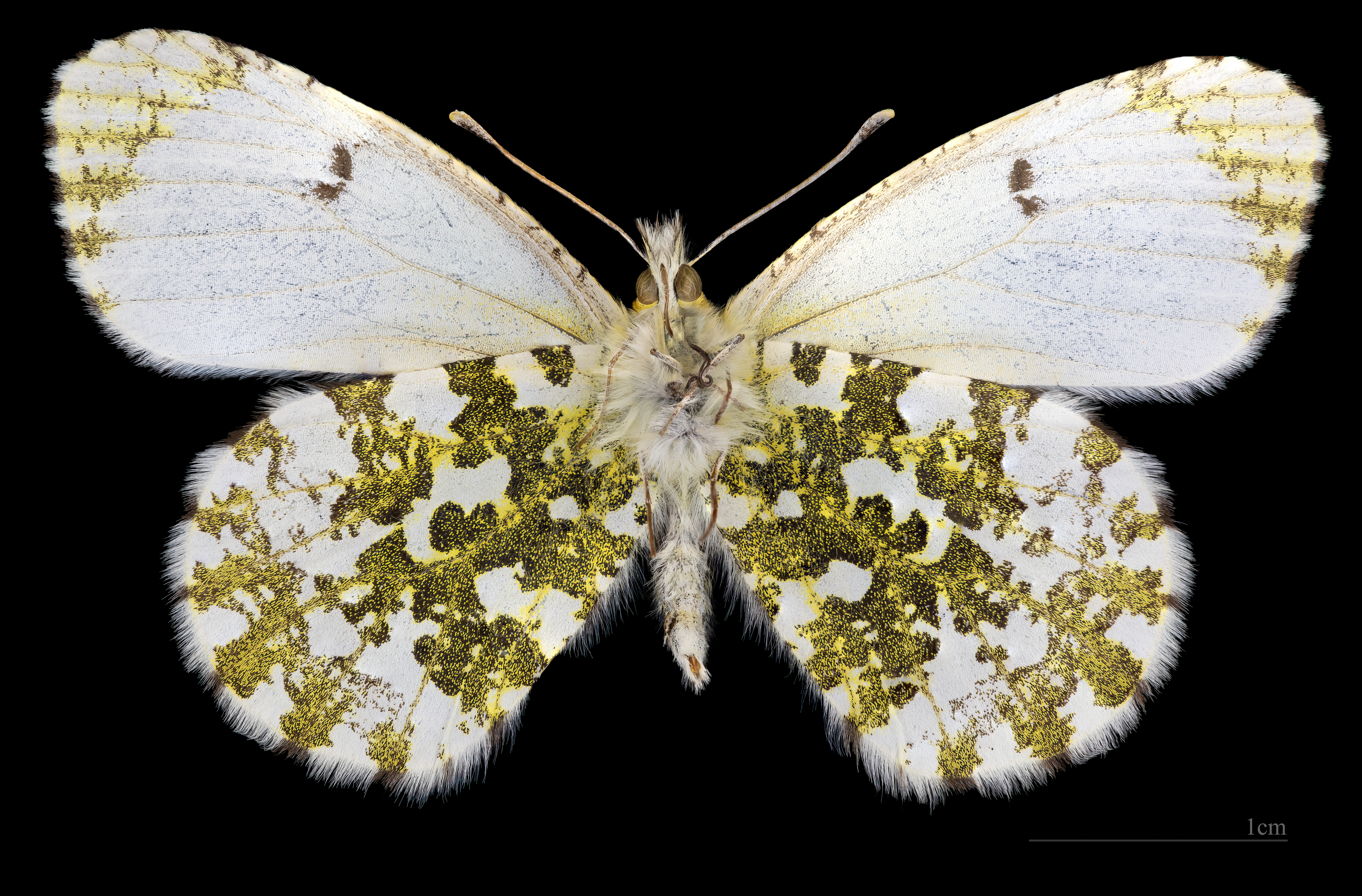
Anthocharis cardamines ♀ △

## Hàbitat
Viu en ambients diversos, com prats humits, clarianes de bosc i àrees pantanoses. Defuig les zones àrides, on es restringeix als rierols i als sots d'indrets muntanyosos. L'eruga es pot alimentar de Cardamines, Alliaria, Isatis, Sinapis, Arabis, Lunaria, Biscutella i Hesperis.

## Període de vol
Vola des de finals de març fins a juny, depenent del clima de la regió. Hiberna com a pupa a les tiges de les plantes.